# Hauser Adrienne
Hauser Adrienne (Debrecen, 1963. november 26. –) zongoraművész.

## Élete
Hauser Adrienne zongoratanulmányait négy és fél éves korában kezdte. Hétévesen felvették a Zeneakadémia „Kivételes tehetségek” Tagozatára, 1981-ben a Zongora tanszakra, ahol Kocsis Zoltán, Rados Ferenc és Kurtág György tanítványa volt. 1985-ben díjat nyert a Magyar Rádió zongoraversenyén, és ugyanabban az évben, Varsóban a Lengyel Televízió portréfilmet készített róla.
Részt vett több mesterkurzuson, Párizsban Yvonne Lefébure-nél, majd Sebők Györgynél képezte tovább magát.
A Magyar Rádiónál rendszeresen fellép, hanglemezei pedig a Quint – Harmonia mundi kiadásában Kocsis Zoltánnal Bartók Csodálatos mandarinja, a Hungarotonnál Eötvös Péter vezényletével Stravinsky Les Noces című műve, amely Magyarországon az Év hanglemeze díjat nyerte el.
Európa szinte összes országában, valamint Egyiptom, Dubai, Dél-Korea és India nagyobb városaiban is koncertezett. Neves fesztiválok meghívott vendége is volt, úgymint a brüsszeli Brussels Piano Festival-on, a lengyelországi Chopin Festival-on, Budapesti Tavaszi Fesztiválon, a Nemzetközi Bartók Fesztiválon, az Interforumon, a lengyelországi Chopin, a Fazioli és a svájci Bellerive, a francia Liszt en Provence, az olasz Musiques en mer és a szerbiai Nimus fesztiválon. 2011-ben Szöulban mesterkurzust adott.
1989-ben Kocsis Zoltánnal létrehozta a Kocsis-Hauser Alapítványt a tehetséges gyerekekért Mátészalkán, ahol gyakran ad jótékonysági koncertet.
Az 1998-ban létrejött Tiszadobi Zongorafesztivál megalapítója és művészeti vezetője, amely nemcsak a nemzetközi zenei élet elismerését nyerte el, hanem a Henry Ford-díjat is.
Kocsis Zoltánnal két gyermekük született, Márk (1987) és Rita (1988).
2012-ben a Szabolcs-Szatmár-Bereg megyei Prima Díj nyertese.

## Jelentősebb díjai
- Pro-Urbe-díj - Mátészalka
- Díszpolgár - Mátészalka
- Díszpolgár - Tiszadob
- Szabolcs-Szatmár-Bereg megyei Prima Díj